# Treurkapucijnaap
De treurkapucijnaap (Cebus olivaceus) of Manchette-kapucijnaap is een zoogdier uit de familie van de Cebidae. De wetenschappelijke naam van de soort werd voor het eerst geldig gepubliceerd door Robert Schomburgk in 1848.

## Kenmerken
Deze capucijnaap heeft een plomp lichaam met relatief korte poten en een grijpstaart. Hij mist de onbehaarde plek onder de staartpunt. De vacht is hoofdzakelijk bruin, met lichtere armen en benen en een grijs of geelachtig aangezicht. De lichaamslengte bedraagt 37 tot 46 cm, de staartlengte 40 tot 55 cm en het gewicht 2,5 tot 3,5 kg.

## Leefwijze
Zijn voedsel bestaat voornamelijk uit zaden, vruchten, slakken en insecten. Dit dier leeft in groepsverband samen met meer dan 30 individuen, meestal vrouwtjes met jongen en enkele volwassen mannetjes, waarvan zich één mannetje voortplant. Vrouwtjes zorgen voor elkaars jongen. De groepsleden communiceren met elkaar door middel van een klagend gehuil.

## Verspreiding
Deze soort komt voor in de tropische wouden van noordoostelijk Zuid-Amerika, met name in Guyana, Frans Guiana, Suriname, Noord-Brazilië, Venezuela en vermoedelijk Noord-Colombia.

## Ondersoorten
- Cebus olivaceus olivaceus – (Schomburgk, 1848) – Komt voor in zuidelijk Venezuela en in westelijk Guyana.
- Cebus olivaceus brunneus –  (J.A. Allen, 1914) – Komt voor in noordelijk Venezuela en op Trinidad.
- Cebus olivaceus castaneus –  (Geoffroy Saint-Hilaire, 1851) – Komt voor in noordelijk Brazilië, Frans-Guyana, oostelijk Guyana en Suriname.

Sommige auteurs rekenen alle ondersoorten als andere soorten. Vroeger werd Cebus kaapori als ondersoort van de treurkapucijnaap beschouwd. 